# Lestodiplosis iridipennis
Lestodiplosis iridipennis är en tvåvingeart som beskrevs av Johnson 1929. Lestodiplosis iridipennis ingår i släktet Lestodiplosis och familjen gallmyggor. Inga underarter finns listade i Catalogue of Life.